# Častá
Častá (Hongaars:Cseszte) is een Slowaakse gemeente in de regio Bratislava, en maakt deel uit van het district Pezinok. Častá telt 2094 inwoners.

## Bezienswaardigheden
- Kasteel Červený Kameň